# Hacıbektaş
Hacıbektaş, antigamente chamada Karahüyük, é uma cidade e distrito (em turco:  ilçeler) da região histórica da Capadócia, pertencente à província de Nevşehir e à região administrativa da Anatólia Central da Turquia. Em 2009 a sua população era de 12 413 habitantes, dos quais 5 252 moravam na cidade.
O nome atual da cidade deriva do seu habitante mais famoso, Hacı Bektaş-ı Veli, um santo muçulmano sufi do século XIII, fundador da seita dervixe Bektashis. Tanto a obra de Hacı Bektaş como a seita dos seus seguidores teve forte influência tanto no plano religioso como social e cultural no Império Otomano. A principal atração turística da cidade é o complexo religioso da ordem Bektashis onde se encontra o túmulo do seu fundador, atualmente um museu. O complexo é destino de peregrinação dos alevitas. Era chamada de Doara no período romano.
A cidade de Hacıbektaş encontra-se a sudoeste de Kozaklı, a oeste de Avanos, a norte de Gülşehir. Dista 45 km da capital provincial, Nevşehir, a sul, 42 km de Kırşehir, a norte, e 90 km da maior cidade da região, Kayseri, a leste.
A economia dos distrito baseia-se principalmente na agricultura, nomeadamente trigo, cevada, lentilha e beterraba-sacarina, e na pecuária. Digna de menção é igualmente a extração e transformação de ónix, uma rocha colorida e brilhante.

## Locais de maior interesse para o visitante

### Museu Hacıbektaş
Está instalado no principal dergah (convento muçulmano) da ordem Bektashis, uma construção iniciada no século XIV, durante o reinado do segundo sultão otomano, Orcano I. O convento funcionou desde o século XIV até 1925, quando foi encerrado na sequência da extinção das ordens religiosas na Turquia por Atatürk. Em 1964 foi reaberto como museu após ter sido extensivamente restaurado.
Como antigamente, ainda é um local de romaria para milhares de alevitas e seguidores de outras seitas sufistas, principalmente entre os dias 16 e 18 de agosto, quando decorre um festival que inclui muitos espectáculos de teatro, música e sema (dança religiosa dervixe, conhecida popularmente no Ocidente como dervixes rodopiantes) e que constitui o maior acontecimento anual da cidade.
O complexo organiza-se em volta de três pátios ligados. No primeiro pátio (em turco: avlusu), chamado Nadar Avlusu, onde se entra através de um grande pórtico em arcada, encontra-se a fonte Üçler Çesmeşi (conjunto de três fontes), datada de 1902, que simboliza o Criador (Alá), o Profeta (Maomé) e o Califa (Ali). Originalmente existiam à volta do pátio edífícios onde se alojavam os dervixes (monges), cavalariças para os cavalos dos hóspedes,  celeiros, etc. Atualmente ainda aí se encontram uma lavandaria e um hamam (balneário).

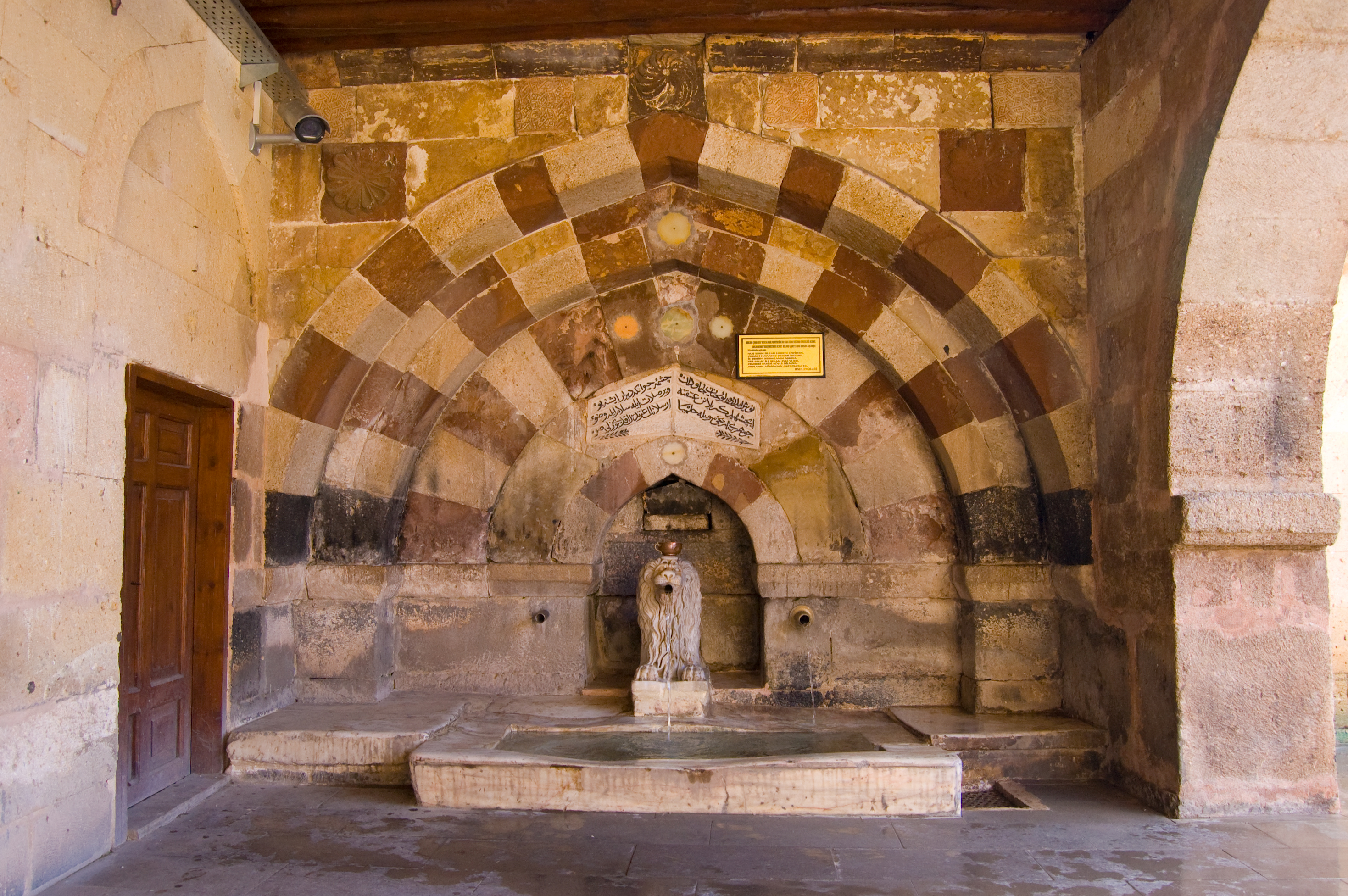
Aslanlı Çesmeşi (fonte do leão), no Museu Hacıbektaş.

No segundo pátio, chamado Dergah Avlusu (pátio do convento), onde se entra pela Ucler Kapisi (conjunto de três portas) encontra-se à direita um lago com a Aslanlı Çesmeşi (fonte do leão). A fonte data de 1554, mas a estátua de leão que lhe dá o nome foi trazido do Egipto pela filha de Maomé Ali em 1875. A água desta fonte é considerada sagrada. Ainda no segundo pátio encontram-se o asevi (refeitório), um hamam, uma hospedaria, cozinhas, a Sala Cem, onde eram realizadas cerimónias sagradas, um köşk (pavilhão) onde o dedebaba (líder do mosteiro) recebia os convidados e uma mesquita mandada construir pelo sultão otomano Mamude II.
Numa das cozinhas encontra-se exposto o karakazan (caldeirão preto) sagrado, um dos símbolos dos bektashis e também dos janízaros, que originalmente simbolizava a comunidade e que se pensa ter referências à Última Ceia do Cristianismo. Posteriormente o significado do caldeirão mudou, passando os janízaros, cujo poder foi crescendo significativamente, a usá-lo, virando-o, para mostrar o seu descontentamento em relação ao sultão: virar o caldeirão anunciou várias vezes a deposição do sultão, o que aconteceu, por exemplo a Selim III, quando tentou substituir os janízaros por um novo exército.

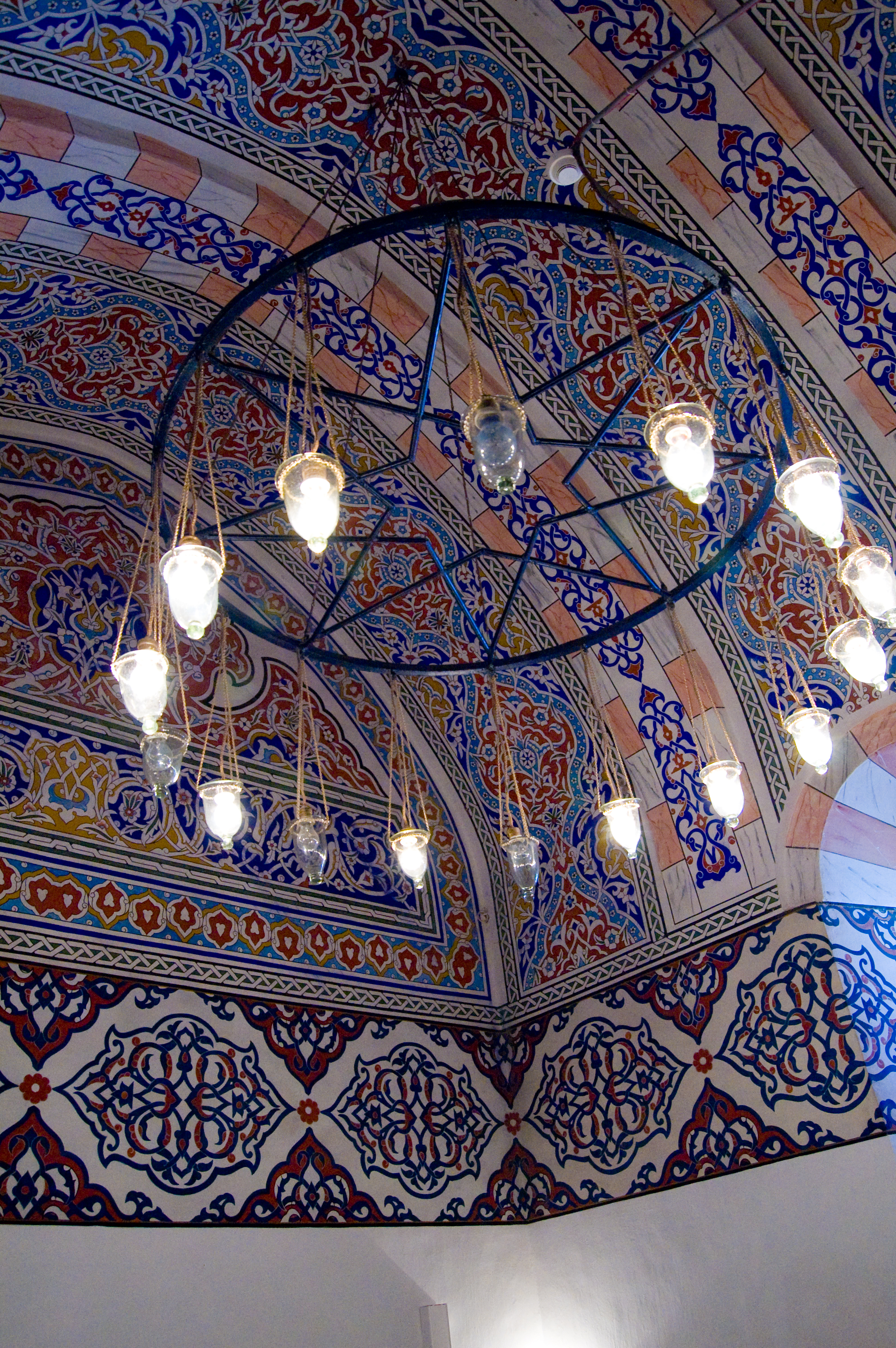
Museu HacıBektaş.

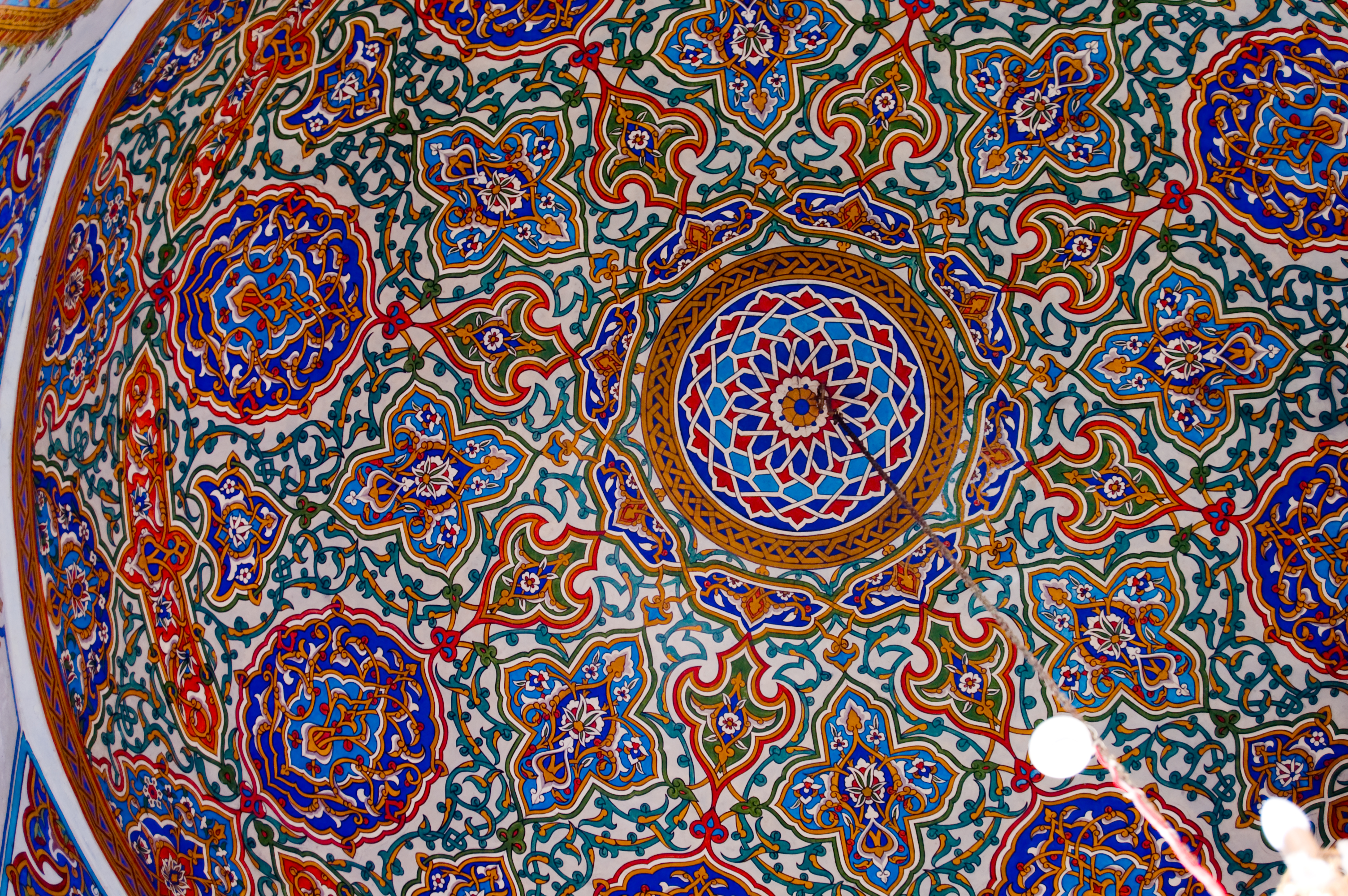
Pormenor de cúpula mo Museu HacıBektaş.

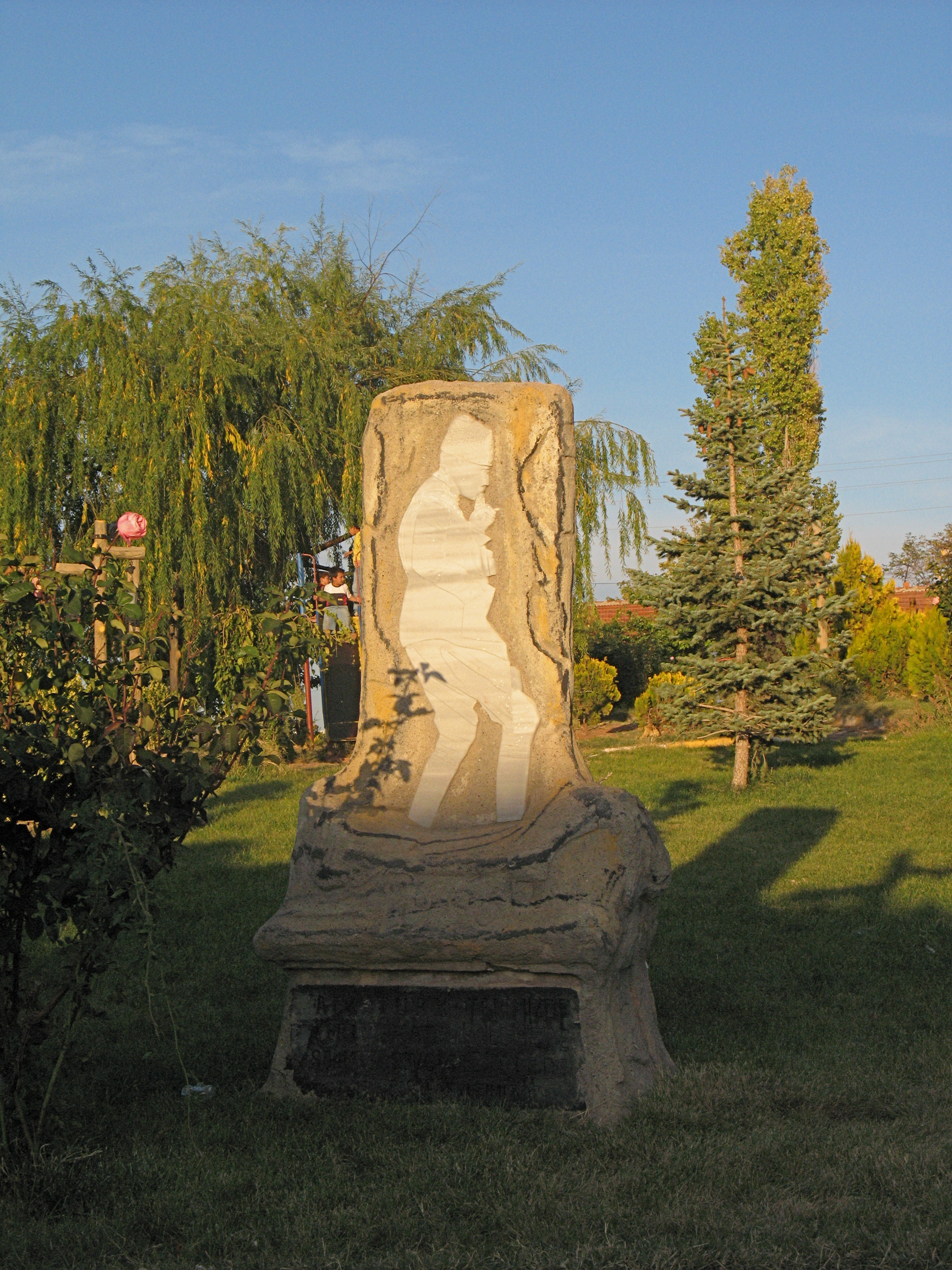
Parque Özgürlük, em HacıBektaş.

No terceiro pátio, chamado Hazret Avlusu (literalmente: pátio da excelência), onde se entra pela Altılar Kapisi (conjunto de seis portas), encontra-se um jardim cujo estilo denota influências seljúcidas, onde estão sepultados diversos dervixes, e a türbe (mausoléu) de Balım Sultan, líder e reorganizador da seita bektashi, falecido em 1516.
O mausoléu de Hacı Bektaş, chamado Pir Evi (literalmente, casa do patriarca) encontra-se neste pátio. A sua entrada, chamada Ak Kapi (portão branco) tem túmulos de vários dervixes importantes e as paredes estão decoradas com pinturas e relevos com motivos seljúcidas. Passando a entrada, atravessa-se a Çilehane e entra-se na Kirklar Meydani (literalmente, praça dos quarenta), uma sala onde os dervixes executavam as danças rituais conhecidas como Kirklar Semahi. A sala tem uma exposição de brincos e ornamentos de pedra usados pelos dervixes, manuscritos do Califa Ali numa pele de gazela, exemplos de caligrafia, castiçais, tochas, relógios antigos, instrumentos musicais, etc. Especialmente interessante é o teto de madeira exaustivamente restaurado, finamente esculpido usando técnicas ainda em uso na arquitetura rural da Anatólia.
Dentro do mausoléu de Hacı Bektaş-ı Veli manda a a tradição que os visitantes deiam três voltas ao sarcófago enquanto rezam as suas preces. Ao lado do túmulo de Hacı Bektaş está sepultado Khorasan Erens. No lado oposto encontram-se os túmulos de Celebies e Güvenç Abdal.

### Çilehane
A Çilehane ou Kizilca Halvet é uma pequena gruta escura onde se diz que Hacı Bektaş esteve 40 dias  e 40 noites sozinho em oração. Segundo a tradição, quem conseguir passar através da sua entrada estreita fica livre dos seus pecados e tem um coração puro, uma crença que faz com que muita gente o tente fazer. No exterior há um anfiteatro usado para espectáculos de teatro e música, principalmente nas alturas festivas. Nas imediações encontram-se monumentos dedicados aos poetas místicos bektashi Pir Sultan Abdal e Yunus Emre.

### Museu de Arqueologia e Etnografia
Inaugurado em 1988 no centro da cidade, na secção de arqueologia estão expostos diversos artefatos encontrados nas escavações arqueológicas em sítios da região, nomeadamente de Karahöyük. A secção de etnografia, mais pequena, tem trajes e utensílios tradicionais, além de alguns kilims (tapetes turcos).